# آدریوس ناکاس
آدریوس ناکاس (انگلیسی: Audrius Nakas؛ زادهٔ ۱۹۶۷ (۵۷–۵۸ سال)) سیاست‌مدار اهل لیتوانی است.